# LML Select
Die LML Select ist ein 150-cm3-Motorrollermodell des indischen Herstellers LML (Lohia Machinery Limited), das optisch der Vespa T5 gleicht.

## Geschichte
LML produzierte ab 1993 in Kooperation mit dem italienischen Hersteller Piaggio die LML Vespa Select in Anlehnung an die Vespa T5 Mk. I. 1995 berichtete The Economic Times, dass sich die Select zum erfolgreichsten Modell des Unternehmens entwickelt habe.
Ab 1996 wurde die LML Select II produziert. Nachdem Piaggio seine Unternehmensanteile Ende 1999 an LML verkaufte, behielt LML die Rechte an den bis dato übertragenen Rollertechnologien und produzierte die Modellreihe weiter. Eine andere Motorisierung des Modells erfolgte nicht, vermutlich weil die optisch vergleichbare und immer noch gebaute LML Star im Laufe der Zeit mit verschiedenen Motoren von 125 cm3 bis zu 200 cm3 bestückt wurde. Mit der Werksschließung im Februar 2006 wurde die Produktion der LML Select eingestellt. Nach der Wiedereröffnung im März 2008 konzentrierte sich das Unternehmen zunächst auf die Produktion der erfolgreichen Star-Modelle, insbesondere für den Export.
Seit 2011 wird im indischen Bundesstaat Goa ein Viertaktmodell mit der Bezeichnung Select 4 vertrieben.

## Modellbeschreibung Select II
Die Select II weicht wenig von der Vorgängerversion ab. Sie hat einen Kickstarter und es gab auch Modelle mit zusätzlichem elektrischen Anlasser. Der gebläsegekühlte Einzylinder-Zweitaktmotor hat einen Hubraum von 149,56 cm3 und eine maximale Motorleistung von 5,97 kW bzw. 8,1 PS bei einer Umdrehung von 5.500 min−1. Das maximale Drehmoment von 12,75 Nm wird bei einer Umdrehung von 3.500 min−1 erreicht. Die Kraftübertragung erfolgt über ein handgeschaltetes 4-Gang-Getriebe. Das Leergewicht beträgt 106 kg, hinzu kommt ein Tankvermögen von 8 l inklusive 1 l Reserve. Die Frischölschmierung erfolgt mit einem Öl-/Benzin-Mischverhältnis von 1:50. Gebremst wird das Fahrzeug vorne und hinten über Trommelbremsen.

## Modellbeschreibung Select 4
Der Motor der LML Select 4 hat einen Hubraum von 147,5 cm3 und 6,5 kW bzw. 8,8 PS bei einer Drehzahl von 6.250 min−1 und ein maximales Drehmoment von 11,3 Nm bei 4.250 min−1. Das Vierganggetriebe wird nach wie vor per Hand geschaltet.